# Здание Женского педагогического института (Санкт-Петербург)
Здание Женского педагогического института — трёхэтажное (частично четырехэтажное) кирпичное здание постройки начала XX века. Расположено на Малой Посадской улице в Петроградском районе Санкт-Петербурга. Памятник архитектуры регионального значения. В настоящее время строение используется в качестве учебного корпуса Российского государственного педагогического университета имени А. И. Герцена.

## История
Сооружение было перестроено в 1904—1906 годах, авторами проекта являлись Алексей Зазерский и Василий Старостин. Изначально в конце XIX века здесь находились корпуса Кабельного завода, построенные по проекту архитекторов Матвея Чижова и Фёдора Пирвица.
В 1813 году земельный надел, где позднее было возведено здание Женского института, принадлежал наследникам купца Бельского. В 1877 году эту землю продали крестьянину Ярославской губернии Ивану Осиповичу Шахову, а в 1893 году соседний участок был приобретён генерал-майором Иваном Петровичем Медведевым. В 1904 году владельцы реализовали эти участки № 24 и № 26 Педагогическому Институту Императрицы Марии. Началась переделка имеющихся строений и возведение новых стен здания. Торжественное открытие состоялось 14 сентября 1906 года и было историческим важным событием в жизни города. Внутри здания была обустроена и освящена церковь.
В 1912—1913 годах рядом с этим зданием, по проекту архитектора Д. Д. Зайцева, была построена Константиновская женская гимназия. Учащиеся пользовались домовым храмом в Женском педагогическом институте.
После революции 1917 года институт и вместе с ним здание были переименованы в 1-й Петроградский государственный педагогический институт, а в 1922 году произошло объединение с Педагогическим институтом имени А. И. Герцена. Здание также стало принадлежать этому учебному заведению. В 1920-е годы в этом строении также разместилась школа № 178.

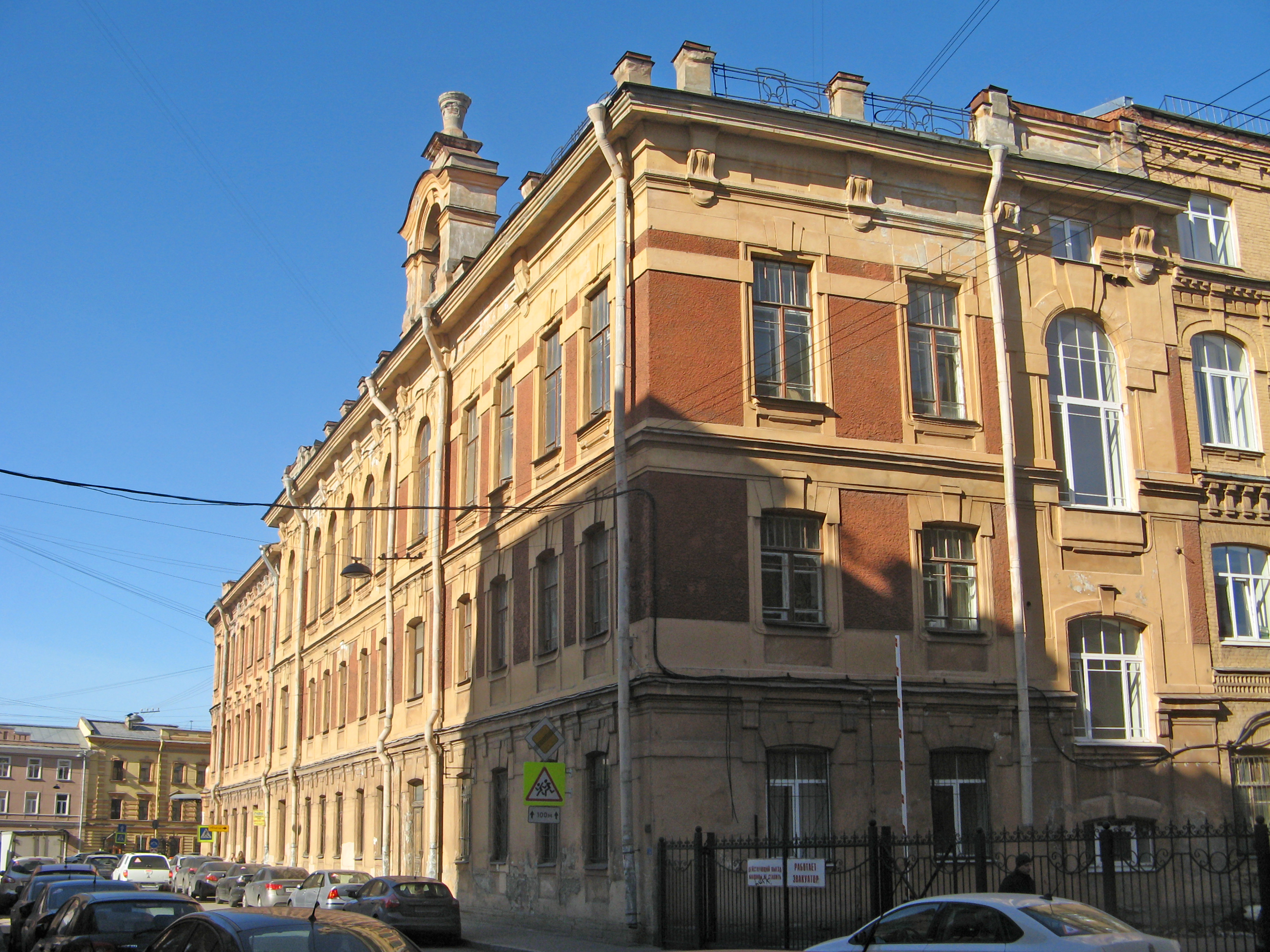
Вид на фасад

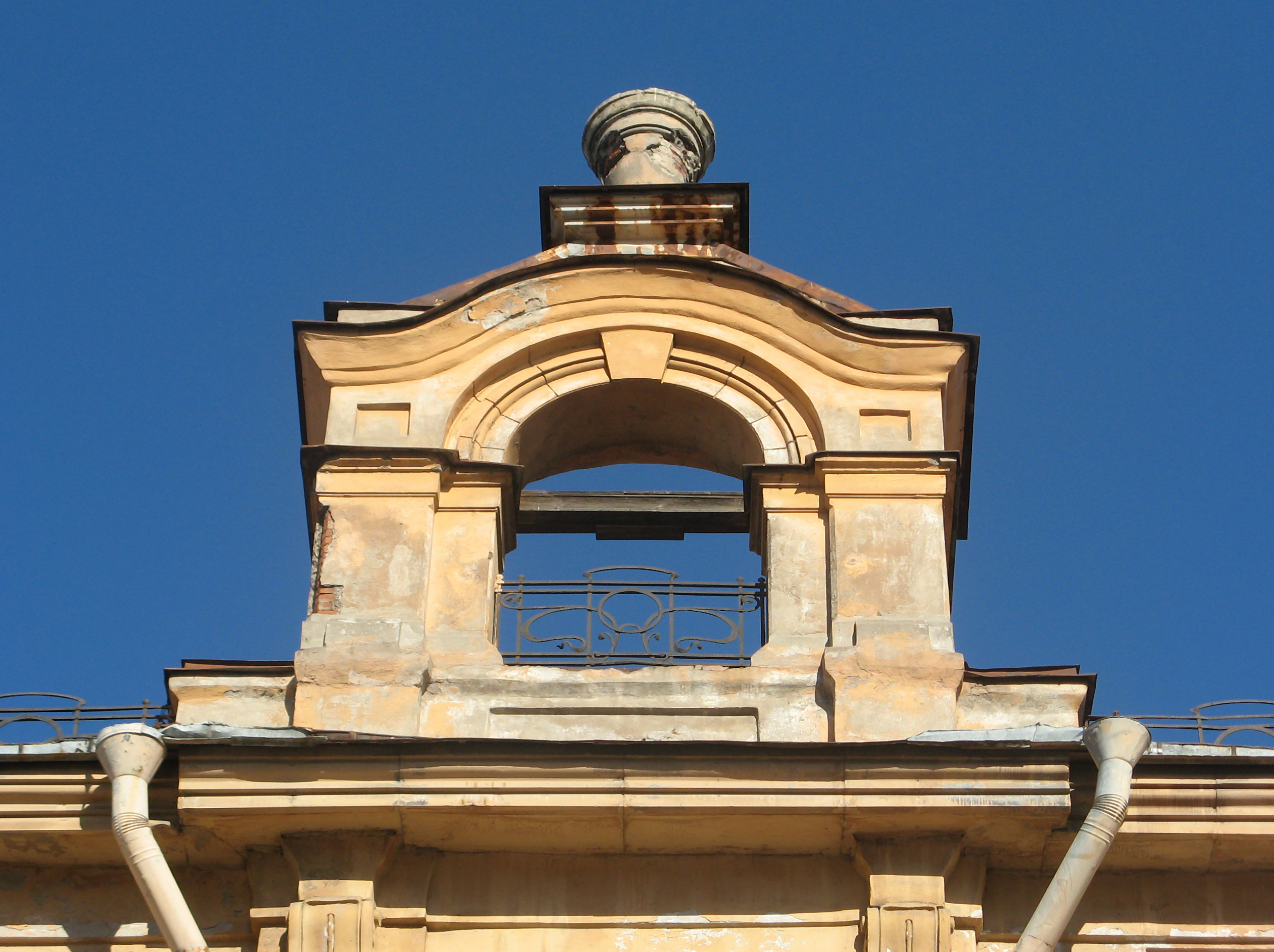
Оформление здания

## Архитектура
На первом этаже здания размещались: вестибюль, приемная, гимназия, начальная школа, детский сад, канцелярия и одна жилая квартира. На втором этаже: две квартиры и комнаты для администрации, также здесь помещались часть словесного отделения института и лаборатории: физиологическая, химическая и физическая, докторская, книгохранилище и библиотека. На третьем этаже здания - основная часть словесного отделения, естественное отделение с кабинетами - минералогическим, ботаническим и географическим, церковь, административные комнаты, актовый зал и квартира директора. На четвертом этаже были обустроены: кухня, прачечная, кладовая, гладильная и помещение служителей. Здесь было встроено и налажено пароводяное отопление и вентиляция.
Строение до наших дней сохранило подлинность конструктивных элементов, архитектурные и объёмно-пространственные решения.
Лицевые фасады сооружения представлены в стиле модерн с элементами неоренессанс. Дворовая сторона выстроена в «кирпичном стиле».
Церковь от актового зала была отделена легкой складной перегородкой и выполнена внутренней отделкой в стиле XVII века. Иконостас был исполнен басманной работой, состоящей в покрытии дерева по фольге штампованным позолоченным свинцом. Стоимость такого труда обошлась в 15 тысяч рублей.

## Современное состояние
В настоящее время в здании помещаются факультеты Российского государственного педагогического университета имени А. И. Герцена. Здесь продолжают получать знания и опыт будущие педагоги.

## Документы
Распоряжение Комитета по государственному контролю, использованию и охране памятников истории и культуры Правительства Санкт-Петербурга от 18.06.2018 г. № 247-р г. Санкт-Петербург. «О включении выявленного объекта культурного наследия в единый государственный реестр объектов культурного наследия (памятников истории и культуры) народов Российской Федерации в качестве объекта культурного наследия регионального значения "Здание Женского педагогического института", об утверждении границ и режима использования территории объекта культурного наследия». Дата обращения: 4 декабря 2020. Архивировано 28 января 2020 года.